# Bobby's World
Bobby's World (originalmente conhecido como The World According to Bobby; no Brasil: O Fantástico Mundo de Bobby, em Portugal: O Mundo de Bobby) é uma série de desenho animado estadunidense, que retrata a vida de um menino com uma grande imaginação, dos gêneros comédia e fantasia, exibida originalmente entre 1990 e 1998, na Fox Kids. No Brasil, estreou em 1992 no programa infantil Show Maravilha do SBT, e depois, nos programas Casa da Angélica, Bom Dia e Cia e Sábado Animado, sendo exibido na emissora até 2002. Foi também exibido nos canais pagos Fox e Fox Kids.
O programa foi criado pelo ator e comediante canadense Howie Mandel, que também fez as vozes do próprio Bobby, e de Howard Generic, pai do garoto, e foi produzido pela Film Roman para a empresa de Mandel, Alevy Productions, e para Fox Children's Productions, em associação com a 20th Century Fox Television.
A música-tema de Bobby's World foi composta por John Tesh, junto com Michael Hanna.

## Premissa
Bobby's World mostra a vida cotidiana de Bobby Generic ([ˈdʒɛnərɪk]), um garoto de quatro anos que tem uma imaginação fértil, e suas percepções infantis e fantasiosas acerca do mundo. 

## Personagens

### Principais
- Robert Aldevice "Bobby" Generic: um garoto de quatro anos com imaginação fértil e tendência a interpretar literalmente o que lhe é dito. Seu "companheiro" de estimação é a aranha de pelúcia Webbly.
- Howard Generic: pai de Bobby, Howard é um empresário que, mesmo parecendo inicialmente um homem sério, consegue ter um bom senso de humor.
- Martha Generic: mãe de Bobby, ela é uma mulher doce e calma que está o tempo todo cuidando de seus três filhos.
- Derek Generic: ele é o irmão de dez anos de Bobby. Adora chamar o irmão caçula de "nanico", e raramente se junta às brincadeiras de Bobby.
- Kelly Generic: irmã mais velha de Bobby, tem 14 anos. Kelly é uma adolescente desesperada por reconhecimento social e ao mesmo tempo com medo de multidões.
- Tio Ted: tio de Bobby e irmão de Martha, é um vendedor que com certa frequência visita a casa da família. Ao ouvir as ideias de Bobby e responder às suas perguntas, ele cria um forte vínculo com o sobrinho.
- Tia Ruth: tia de Bobby. Insiste em apertar as bochechas do sobrinho, e aparece com alguma frequência nos episódios.
- Roger: cão da família, é confidente e melhor amigo de Bobby, com quem este partilha conclusões sobre sua vida quando está só.
- Jake e Alex Generic: irmãos gêmeos de Bobby, aparecem pela primeira vez no episódio "O irmão mais velho", da terceira temporada.

### Outros personagens
- Howie Mandel: criador e um dos produtores do desenho, interage com Bobby na abertura e no encerramento. Em alguns episódios, transforma-se em Howard Generic.
- George: principal amigo de Kelly, que nutre uma paixão por ele.
- Jackie: amiga de Bobby, também nutre paixão pelo garoto, que não corresponde aos beijos dados por ela em alguns episódios.
- Capitão Squash: super-herói preferido de Bobby, aparece em vários momentos de imaginação do garoto.
- Tiffany, Amber e Andrea: amigas de Kelly (Tiffany usa um chapéu branco).
- Sra. Orso: professora de Bobby e Jackie na Pré-Escola.
- Meeker e Snurd: dois profissionais que trabalham em várias funções, principalmente como guardas ou paramédicos - foram também auxiliares da equipe de beisebol onde Bobby jogava, no episódio "Más Notícias".

### Elenco
| Personagens             | Voz original                                                                           | Dublador                                                             |
| ----------------------- | -------------------------------------------------------------------------------------- | -------------------------------------------------------------------- |
| Bobby                   | Howie Mandel                                                                           | Sérgio Rufino (episódios 1–70 e 74) Carlos Falat (episódios 71–81)   |
| Howard                  | Howie Mandel                                                                           | Tatá Guarnieri (episódios 1–70) Marcelo Pissardini (episódios 71–81) |
| Martha Generic          | Gail Matthius                                                                          | Nair Silva (episódios 1–61) Maralise Tartarine (episódios 62–74)     |
| Kelly Generic           | Charity James                                                                          | Rosa Maria Baroli (episódios 1–68) Letícia Quinto (episódios 69–81)  |
| Derek Generic           | Kevin Michaels (episódios 1–71) Pamela Segall (episódios 72–81)                        | Marcelo Campos (episódios 1–71) Rogério Vieira (episódios 72–81)     |
| Tio Ted                 | Tino Insana                                                                            | César Leitão                                                         |
| Tia Ruth                | Edie McClurg                                                                           | Zaira Zordan                                                         |
| Jackie                  | Deby Derryberry                                                                        | Fernanda Bullara                                                     |
| Roger                   | Frank Welker                                                                           | Frank Welker                                                         |
| George                  | Pauly Shore                                                                            |                                                                      |
| Capitão Squash          | Gary Owens                                                                             | Ricardo Nóvoa                                                        |
| Tiffany, Amber e Andrea | Candi Milo                                                                             |                                                                      |
| Sra. Orso               | Susan Tolsky                                                                           |                                                                      |
| Meeker e Snurd          | Pat Fraley (Meeker) Jeff Doucette (Snurd, entre 1990 e 1991) Rob Paulsen (1991 a 1998) |                                                                      |
| Charlotte               |                                                                                        |                                                                      |

- Estúdio de dublagem: Álamo

## Video game
Uma adaptação para video game de Bobby's World foi feita para o Super Nintendo Entertainment System em 1995. Fora desenvolvido pela Riedel Software Productions e publicado pela Hi Tech Entertainment.
Na história do jogo, a mãe de Bobby pede para que ele limpe seu quarto. Durante a tarefa, ele encontra brinquedos, o que provoca Bobby a sonhar acordado. Depois de passar de fase, Bobby encontra mais brinquedos e, consequentemente, novas fases também.
Bobby's World é um jogo de plataforma. A jogabilidade muda em algumas fases, deixando-o semelhante aos famosos shoot 'em up. Você controla Bobby, podendo fazê-lo pular, se agachar, andar, correr, jogar objetos nos inimigos – o objetos mudam de acordo com a temática da fase – e usar Webbly para se defender. Em algumas fases, Webbly pode ser usado para outras coisas também, como alcançar plataformas mais altas, jogá-lo nos seus inimigos ou até mesmo usá-lo como uma montaria.
O jogo é relativamente curto, podendo ser terminado em poucos minutos. No menu inicial, há as opções Start, Password e Options. Os passwords funcionam semelhante ao jogo Disney's Aladdin, onde o jogador precisa organizar os personagens na tela para continuar seu progresso. Em Options, o jogador pode mudar os comandos, aumentar/diminuir a quantidade de vidas e continues (o máximo é 5 para cada) e ouvir as músicas ou efeitos sonoros.